# Кузен, кузина
«Кузен, кузина» (фр. Cousin, Cousine, 1975) — французская кинокомедия. Фильм получил три номинации на премию «Оскар».

## Сюжет
История любви кузена и кузины, познакомившихся на свадьбе бабушки. Она замужем, и работает в конторе секретаршей, а он преподаёт танцы, и у него есть 16-летняя дочь от первого брака. Муж кузины, изменяющий жене направо и налево, увидев, что его благоверная способна пробудить в других большую любовь, решил порвать со всеми своими любовницами, но было уже поздно.

## Номинации
- Премия «Оскар» (лучшая женская роль, лучший сценарий, лучший иностранный фильм).
- Премия «Золотой глобус» (лучший иностранный фильм)